# Виноградовка (Липецкая область)
Виногра́довка — село Верхнетелелюйского сельсовета Грязинского района Липецкой области.

## Название
Название дано помещиком по бытовавшей у владельцев моде давать вновь заводимым селениям красивые, вычурные названия.

## История
По ревизским сказкам известна с 1816 г.

## Население
| 2010 | 2013 |
| ---- | ---- |
| 52   | ↗57  |